# Jean-Philippe de Limbourg
Pour les articles homonymes, voir Limbourg (homonymie).
Jean-Philippe de Limbourg, né à Theux le 19 octobre 1726 et mort à Theux le 1er février 1811, est un médecin et chimiste belge.

## Biographie
Diplômé docteur en médecine de l'Université de Leyde en 1746, il ira également suivre des cours à Paris. il s'installe comme médecin dans sa ville natale et, durant l'été, à Spa, dont il prône les qualités curatives des eaux. Il jouit d'une grande réputation parmi les célébrités qui fréquentent les thermes, et l'empereur Joseph II lui décerne le titre de chevalier du Saint-Empire. Il est aussi élu membre de la Royal Society of London.
Son frère Robert de Limbourg est également un savant.

## Publications
On lui doit plusieurs ouvrages : 
- Dissertatio physico-medica inauguralis, de hominis principiis, morbisque a causis internis animatis in genere et verminosis in specie … ex auctoritate … Hieronymi Davidis Gaubii … publico … examini submittit Joannes Philippus Limbourg, apud Cornelium Haak, 1746, 32 p. : thèse de doctorat en médecine.
- Traité des eaux minérales de Spa, Impr. Élie Luzac, 1754, 354 p. ; 2e édition : Liège, F.J. Desoer, 1756, 286 p.
- Dissertation sur les bains d'eau simple : tant par immersion, qu'en douches et en vapeurs, Liège, F.J. Desoer, 1757, 96 p. ; 2e édition : Liège, F. Desoer, 1766, 136 p. ; édition en italien sous le titre Dissertazione sopra i bagni di acqua semplice, 1788, 115 p.
- Caractères des médecins, ou l'idée de ce qu'ils sont communément & celle de ce qu'ils devraient être, d'après Pénélope de feu Mr De La Mettrie, par *** D. en M., Paris, 1760, 299 p., table alphabétique des matières (publié anonymement) (Google Books).
- Dissertation sur les affinités chymiques, Liège, F.J. Desoer, 1761, 87 p. (Google Books) : prix de l’Académie royale des sciences, belles-lettres et arts de Rouen en 1758.
- Nouveaux amusemens des eaux de Spa, ouvrage instructif et utile à ceux qui vont boire ces eaux minérales sur ces lieux : cet ouvrage est calqué sur les Amusemens des eaux de Spa du baron de Poellnitz (1734)[1], premier guide touristique de la ville d'eaux ; il  fut publié à Paris en 1763, et distribué à Liège chez Desoer, au moment où son auteur devenait actionnaire associé pour la construction à Spa de la Redoute, premier casino moderne du continent européen. Une deuxième édition en deux volumes, reprenant le titre Les Amusemens de Spa, parut à Amsterdam en 1782-1783 (Google Books).
- Dissertations sur les douleurs vagues: connues sous les noms de gouttes vagues et de rhumatisme goutteux…, Liège, F.J. Desoer, 1863, 55 p. ; 2e édition : Liège, F.J. Desoer, 1868, 93 p.
- Recueil d'observations des effets des eaux minérales de Spa: de l'an 1764, avec des remarques sur le système de Mr C. Lucas sur les mêmes eaux minérales…, Liège, F.J. Desoer, 1865, 72 p.
- Memoire d'informations pour le magistrat de Theux, rélativement a sa ratification de deux recès: Du magistrat du 22 aout 1789 portant rénonciation à certains biens…, 1789.